# Leroy Augustus Stafford
Leroy Augustus Stafford, Sr (13 avril 1822 - 8 mai 1864), est un brigadier général dans l'armée confédérée pendant la guerre de Sécession.

## Avant la guerre
Leroy A. Stafford naît sur la plantation de Greenwood près de Cheneyville, au sud d'Alexandria, au sud de la paroisse des Rapides, en Louisiane. Il est l'aîné des fils du riche propriétaire foncier Leroy Stafford et de sa seconde épouse, Elizabeth Calliham. Son père meurt quand il a treize ans. Stafford fait ses études à Bardstown, au Kentucky, et fréquente l'université de Nashville, au Tennessee. En 1843, à l'âge de vingt-et-un ans, il retourne en Louisiane et épouse Sarah Catherine Wright, la fille du Dr Jesse D. Wright, et de Sarah R. Grimball,.
Les Stafford ont dix enfants : George Waters, Sally, Elizabeth Eloise, David Theophilus, Cornelia Knox, Julia, Laura, Jesse Wright, Rosalind, Leroy Augustus, Jr., et Kate Keary.

## Vie militaire
Stafford exploite des plantations dans la paroisses des Rapides pendant deux décennies, et sert comme shérif de la paroisse en 1846-47 avant de partir pour la guerre américano-mexicaine. Il s'enrôle, en tant que soldat, dans les « volontaires de Rapides » (compagnie E du 3rd Louisiana Infantry Regiment) et plus tard sert dans les rangers du Texas du capitaine Ben McCullough.
En 1858, Stafford achète la plantation d'Edgewood.
Il est initialement opposé à la sécession. Mais avec la sécession de la Louisiane en 1861, Stafford forme les « gardes de Stafford », une unité de la milice qui entre rapidement au service de la Confédération en tant que compagnie B du 9th Louisiana Infantry avec Stafford comme son premier capitaine. 
Le régiment est envoyé en Virginie. Stafford gravit les échelons et devient colonel du régiment le 24 avril 1862, lorsque Richard Taylor est promu. La brigade est affectée dans la division de Richard S. Ewell de l'armée de Virginie du Nord. Lorsque le brigadier général William E. Starke prend le commandement d'une division lors de la bataille de Groveton, Lors de la seconde bataille de Bull Run, à court de munition, sa brigade se défend à l'aide de rochers. Stafford prend temporairement le commandement de sa brigade. Avec la mort du brigadier général William E. Starke au début de la bataille d'Antietam, Stafford est élevé temporairement au commandement de la brigade. Il y combat la célèbre brigade de fer. Il subit une blessure mineure à son pied au cours de la bataille, mais récupère très vite.
Stafford est considéré comme un excellent commandant de brigade, et le major général Edward Johnson aurait dit que Stafford est l'homme le plus brave qu'il ait jamais vu. 
Avec la réorganisation de l'armée de Virginie du Nord à l'automne de 1862, Stafford et le 9th Louisiana sont réaffectés dans la brigade des tigres de Louisiane d'Harry T. Hays. Lors de la bataille de Salem Church, Stafford réussit à faire une percée dans deux lignes de l'Union, mais cale sur la troisième. Trop fatigué pour retraiter, Stafford s’assoit sur un rondin et est fait prisonnier, mais est échangé rapidement, deux semaines plus tard de la prison du vieux capitole à Washington.
Stafford sert dans les batailles de Chancellorsville et de Gettysburg en 1863. Il fait partie des premiers hommes à pénétrer dans les batteries de l'Union au sommet de Cemetery Hill lors de l'attaque de Jubal Early au crépuscule le 2 juillet 1863. Le 8 octobre de cette année, il est promu brigadier général et reçoit le commandement de la deuxième brigade de Louisiane. Le commandement du 9th Louisiana Infantry est alors donné au colonel William R. Peck(p231). 
Il participe a des combats lors de la bataille de Payne's Farm de la campagne de Mine Run.

## Mort et mémoire
Stafford est mortellement blessé le 5 mai 1864, à la bataille de la Wilderness, dans le nord de la Virginie, alors qu'il cherche à sortir ses hommes d'une forêt épaisse. Une balle Minié perce sa moelle épinière. Il est transporté dans la capitale confédérée, Richmond, où il meurt trois jours plus tard dans l'hôtel Spottswood. Il est l'un des trois généraux confédérés tués lors de la Wilderness, avec John M. Jones et Micah Jenkins. Stafford laisse derrière lui une femme et neuf de leurs dix enfants. 
Il est enterré avec les honneurs militaires à Richmond dans le cimetière de Hollywood. Parmi les participants à ses funérailles se trouve le président confédéré Jefferson Davis. En 1886, ses restes sont exhumés et il est ré-inhumé dans sa plantation de Greenwood dans la paroisse des Rapides.

Son adjudant, le capitaine Henry E. Handerson, le décrit comme : 

« un homme sans aptitude militaire particulière et sans éducation militaire, aimant un verre de liqueur, bien qu'il ne boive rarement à l'excès, aimant aussi un jeu de cartes amical, affable et plaisant quand on ne lui résiste pas, mais violent et quelque peu tyrannique quand il est excité par une opposition. »

## Honneurs
Le camp #358 général Leroy A. Stafford des fils des vétérans confédérés à Alexandria, en Louisiane, est baptisé en l'honneur du général tombé au combat.
Le camp #3 général Leroy Stafford des vétérans confédérés unis à Shreveport, en Louisiane, est nommé en l'honneur du général Stafford. Il est créé en 1891 et a existé jusqu'à ce que le dernier membre meurt en 1944. En 53 ans d'existence, plus de 250 vétérans confédérés ont été membres.
Le fils de Stafford, David Theophilus Stafford, est plus tard, shérif de la paroisse des Rapides, ayant servi pendant quatre mandats de 1888 à 1904.
Beaucoup de descendants de Stafford sont baptisés en sa mémoire.